# 马克·鲍尔
马克·鲍尔（Mark Boal，1973年1月23日—）是一位美国记者、编剧和电影制片人。凭借2009年电影《拆弹部队》获得奥斯卡最佳影片与最佳原创剧本奖。

## 早年
1973年他生于纽约市。1995年毕业于欧柏林大学的哲学专业。

## 事业
他是一名自由职业记者，曾为 The Village Voice、滚石和花花公子等杂志撰写文章。 
2004年文章 "Death and Dishonor" 讲述了一位退役士兵Richard T. Davis返回美国后被战友谋杀的事件，它刊登在花花公子上。后来保罗·哈吉斯根据这篇报道改编成电影 In the Valley of Elah。
在伊拉克战争期间，2004年他作为一名战地记者跟随美国部队奔赴战场，并写下了以炸弹专家 Jeffrey S. Sarver 为主角的文章—— "The Man in the Bomb Suit"，发表于2005年9月的《花花公子》杂志上。
根据他在伊拉克的所见所闻，他创作了2009年《拆弹部队》的剧本，凯瑟琳·毕格罗执导成电影后大获成功。

## 电影
- 刺杀本·拉登/Zero Dark Thirty (2012)，编剧、制片
- 拆弹部队/The Hurt Locker (2009)，编剧、制片
- In the Valley of Elah (2007)，由Paul Haggis根据 Mark Boal 与 Haggis 合作的故事改编[2]

## 奖项
The Hurt Locker
- 奥斯卡最佳原创剧本奖
- 奥斯卡最佳影片奖
- BAFTA最佳原创剧本奖
- 美国编剧工会最佳原创剧本奖
- 芝加哥影评人协会最佳原创剧本奖
- Nantucket International Film Festival - "The Showtime Tony Cox Award" for Screenwriting
- 提名 - 卫星奖最佳原创剧本
- 提名 - 金球奖最佳编剧